# Ветца
Ветца — река в Смоленской области России.
Протекает по территории Вяземского и Гагаринского районов. Впадает в реку Сежу в 47 км от её устья по левому берегу. Длина реки составляет 14 км. Вдоль течения реки расположены населённые пункты Серго-Ивановского сельского поселения — деревни Арменево, Первитино и Телятовка.

## Данные водного реестра
По данным государственного водного реестра России относится к Верхневолжскому бассейновому округу, водохозяйственный участок реки — Вазуза от истока до Зубцовского гидроузла, без реки Яуза до Кармановского гидроузла, речной подбассейн реки — бассейны притоков (Верхней) Волги до Рыбинского водохранилища. Речной бассейн реки — (Верхняя) Волга до Куйбышевского водохранилища (без бассейна Оки).
Код объекта в государственном водном реестре — 08010100312110000001067.